# Bulgarischer Fußballpokal 2022/23
Der Bulgarischer Fußballpokal 2022/23 war die 83. Austragung des Pokalwettbewerbs im Fußball in Bulgarien. Pokalsieger wurde Ludogorez Rasgrad. Das Team setzte sich im Finale gegen ZSKA 1948 Sofia durch.

## Modus
Bis zum Viertelfinale und im Finale wurden die Begegnungen in einem Spiel entschieden. Bei unentschiedenem Ausgang gab es eine Verlängerung von zweimal 15 Minuten und gegebenenfalls ein Elfmeterschießen.
Im Halbfinale wurde der Sieger in Hin- und Rückspiel ermittelt. Bei Torgleichheit entschied zunächst eine Verlängerung und falls erforderlich ein Elfmeterschießen.

## Teilnehmer
| Parwa liga (16) | Wtora liga (15) | Regionalcup (16) |
| --- | --- | --- |
| - Arda Kardschali - Beroe Stara Sagora - Botew Plowdiw - FC Botew Wraza - FC Hebar Pasardschik - Lewski Sofia - Lokomotive Plowdiw - Lokomotive Sofia - Ludogorez Rasgrad - Pirin Blagoewgrad - Septemwri Sofia - Slawia Sofia - Spartak Warna - Tscherno More Warna - ZSKA Sofia - ZSKA 1948 Sofia | - Belasiza Petritsch - PFC Dobrudscha Dobritsch - FC Dunaw Russe - SFK Etar Weliko Tarnowo - Jantra Gabrowo - FC Krumowgrad - Litex Lowetsch - FK Mariza Plowdiw - Minjor Pernik - PFK Montana - FC Sosopol - FK Spartak Plewen - FK Sportist Swoge - Strumska Slawa Radomir - Witoscha Bistriza | Nordwest Gruppe: - Lok Gorna Orjachowiza (III) - Lokomotive Mesdra (III) - Partizan Tscherwen Brjag (III) - FC Sewliewo (III) Nordost Gruppe: - Botew Nowi Pasar (III) - Swetkawiza Targowischte (III) - Tschernomorez Baltschik (III) - Tschernolomez Popowo (III) Südwest Gruppe: - Lewski-Rakowski Sofia (III) - Marek Dupniza (III) - FC Tschawdar Etropole (III) - Wichren Sandanski (III) Südost Gruppe: - FK Jambol (III) - OFK Gigant Saedinenie (III) - Sajana Chaskowo (III) - Rosowa Dolina Kasanlak (III) |

## Vorrunde
Teilnehmer: 15 Zweitligisten und 16 Sieger des regionalen Amateurwettbewerbs. Tschernomorez Baltschik erhielt ein Freilos für diese Runde.
| Datum      |                                | Ergebnis              |                               |
| ---------- | ------------------------------ | --------------------- | ----------------------------- |
| 22.09.2022 | FK Jambol (III)                | 0:0 n. V. (1:4 i. E.) | FK Spartak Plewen (II)        |
| 22.09.2022 | Rosowa Dolina Kasanlak (III)   | 3:0                   | Jantra Gabrowo (II)           |
| 22.09.2022 | Lok Gorna Orjachowiza (III)    | 1:3 n. V.             | Minjor Pernik (II)            |
| 22.09.2022 | Partizan Tscherwen Brjag (III) | 0:3                   | FC Krumowgrad (II)            |
| 22.09.2022 | Wichren Sandanski (III)        | 2:0                   | FC Sosopol (II)               |
| 22.09.2022 | Lokomotive Mesdra (III)        | 0:1 n. V.             | Litex Lowetsch (II)           |
| 22.09.2022 | Marek Dupniza (III)            | 2:1 n. V.             | PFK Montana (II)              |
| 22.09.2022 | Sajana Chaskowo (III)          | 1:2                   | FC Dunaw Russe (II)           |
| 22.09.2022 | Tschernolomez Popowo (III)     | 1:3                   | Witoscha Bistriza (II)        |
| 22.09.2022 | Botew Nowi Pasar (III)         | 0:3                   | FK Sportist Swoge (II)        |
| 22.09.2022 | OFK Gigant Saedinenie (III)    | 2:1                   | PFC Dobrudscha Dobritsch (II) |
| 22.09.2022 | FC Tschawdar Etropole (III)    | 1:0                   | Belasiza Petritsch (II)       |
| 22.09.2022 | FC Sewliewo (III)              | 3:2                   | SFK Etar Weliko Tarnowo (II)  |
| 22.09.2022 | Lewski-Rakowski Sofia (III)    | 2:3                   | FK Mariza Plowdiw (II)        |
| 22.09.2022 | Swetkawiza Targowischte (III)  | 0:6                   | Strumska Slawa Radomir (II)   |
|            | Tschernomorez Baltschik (III)  | Freilos               |                               |

## 1. Runde
Teilnehmer: Die 16 Sieger der Vorrunde und alle 16 Erstligisten.
| Datum      |                               | Ergebnis              |                          |
| ---------- | ----------------------------- | --------------------- | ------------------------ |
| 16.11.2022 | Strumska Slawa Radomir (II)   | 0:2                   | Spartak Warna (I)        |
| 18.11.2022 | Rosowa Dolina Kasanlak (III)  | 0:2                   | Ludogorez Rasgrad (I)    |
| 19.11.2022 | Wichren Sandanski (III)       | 1:4                   | Lewski Sofia (I)         |
| 19.11.2022 | FK Mariza Plowdiw (II)        | 4:2                   | FC Hebar Pasardschik (I) |
| 19.11.2022 | FC Dunaw Russe (II)           | 1:2                   | Arda Kardschali (I)      |
| 19.11.2022 | FC Tschawdar Etropole (III)   | 2:0                   | Pirin Blagoewgrad (I)    |
| 19.11.2022 | FK Sportist Swoge (II)        | 1:2 n. V.             | Slawia Sofia (I)         |
| 19.11.2022 | Witoscha Bistriza (II)        | 1:0                   | FC Botew Wraza (I)       |
| 19.11.2022 | FK Spartak Plewen (II)        | 1:4                   | Lokomotive Sofia (I)     |
| 23.11.2022 | FC Krumowgrad (II)            | 0:1                   | Septemwri Sofia (I)      |
| 25.11.2022 | Tschernomorez Baltschik (III) | 0:3                   | Botew Plowdiw (I)        |
| 26.11.2022 | OFK Gigant Saedinenie (III)   | 1:1 n. V. (6:7 i. E.) | ZSKA Sofia (I)           |
| 26.11.2022 | Minjor Pernik (II)            | 0:2                   | Beroe Stara Sagora (I)   |
| 26.11.2022 | FC Sewliewo (III)             | 0:4                   | ZSKA 1948 Sofia (I)      |
| 27.11.2022 | Marek Dupniza (III)           | 0:1                   | Lokomotive Plowdiw (I)   |
| 27.11.2022 | Litex Lowetsch (II)           | 0:2                   | Tscherno More Warna (I)  |

## Achtelfinale
| Datum      |                         | Ergebnis              |                             |
| ---------- | ----------------------- | --------------------- | --------------------------- |
| 26.11.2022 | FK Mariza Plowdiw (II)  | 1:1 n. V. (2:3 i. E.) | Arda Kardschali (I)         |
| 27.11.2022 | Spartak Warna (I)       | 1:0 n. V.             | FC Tschawdar Etropole (III) |
| 28.11.2022 | Lokomotive Sofia (I)    | 3:0                   | Witoscha Bistriza (II)      |
| 01.12.2022 | Septemwri Sofia (I)     | 1:2                   | ZSKA Sofia (I)              |
| 02.12.2022 | Beroe Stara Sagora (I)  | 0:2                   | ZSKA 1948 Sofia (I)         |
| 03.12.2022 | Slawia Sofia (I)        | 2:1                   | Botew Plowdiw (I)           |
| 03.12.2022 | Tscherno More Warna (I) | 3:1                   | Lokomotive Plowdiw (I)      |
| 04.12.2022 | Ludogorez Rasgrad (I)   | 2:1                   | Lewski Sofia (I)            |

## Viertelfinale
| Datum      |                       | Ergebnis  |                         |
| ---------- | --------------------- | --------- | ----------------------- |
| 03.04.2023 | Lokomotive Sofia (I)  | 2:1       | Slawia Sofia (I)        |
| 04.04.2023 | Ludogorez Rasgrad (I) | 2:1       | Spartak Warna (I)       |
| 04.04.2023 | ZSKA Sofia (I)        | 1:2       | Tscherno More Warna (I) |
| 05.04.2023 | Arda Kardschali (I)   | 0:1 n. V. | ZSKA 1948 Sofia (I)     |

## Halbfinale
| Datum             |                         | Gesamt          |                       | Hinspiel | Rückspiel |
| ----------------- | ----------------------- | --------------- | --------------------- | -------- | --------- |
| 25.04./11.05.2023 | Tscherno More Warna (I) | 3:3 (1:4 i. E.) | Ludogorez Rasgrad (I) | 1:2      | 2:1 n. V. |
| 26.04./10.05.2023 | Lokomotive Sofia (I)    | 4:5             | ZSKA 1948 Sofia (I)   | 2:3      | 2:2       |

## Finale
| Paarung           | ZSKA 1948 Sofia – Ludogorez Rasgrad |
| Ergebnis          | 1:3 (0:2) |
| Datum             | 24. Mai 2023 |
| Stadion           | Wassil-Lewski-Stadion, Sofia |
| Zuschauer         | 1.400 |
| Schiedsrichter    | Dragomir Draganow |
| Tore              | 0:1 Caio Vidal (8.) 0:2 Caio Vidal (43.) 1:2 Iwajlo Tschotschew (59.) 1:3 Matías Tissera (81.) |
| ZSKA 1948 Sofia   | Daniel Naumiw – Rejan Daskalow (46. Steve Furtado), Simoen Petrow, Héliton Tito, Sidcley – Emil Zenow (46. Mario Topusow) – Georgi Russew, Parwisdschon Umarbajew (82. Swetoslaw Dikow), Iwajlo Tschotschew, Radoslaw Kirilow (56. Pedrinho) – Aleksandar Kolew Cheftrainer: Todor Jantschew         |
| Ludogorez Rasgrad | Simon Sluga – Aslak Fonn Witry (55. Pipa), Olivier Verdon, Ihor Plastun, Bernard Tekpetey – Manuel Cafumana, Pedro Naressi (61. Raí Nascimento) – Kiril Despodow (71. Matías Tissera), Spas Delew (61. Gustavo Nunato), Caio Vidal (55. Jakub Piotrowski) – Igor Thiago Cheftrainer: Iwajlo Bogdanow |
| Gelbe Karten      | keine – Pedro Naressi, Igor Thiago, Gustavo Lunato, Simon Sluga |